# Scaphiophryninae
De Scaphiophryninae vormen een onderfamilie van kikkers uit de familie smalbekkikkers (Microhylidae). De groep werd voor het eerst wetenschappelijk beschreven door Raymond Ferdinand Laurent in 1946. Later werd de wetenschappelijke naam Pseudohemisiinae gebruikt.
Er zijn elf verschillende soorten, inclusief de pas in 2014 beschreven soort Scaphiophryne matsoko, die worden verdeeld in twee geslachten. De onderfamilie werd vroeger tot de familie echte kikkers (Ranidae) gerekend.
Alle soorten komen voor in Afrika en zijn endemisch op het Afrikaanse eiland Madagaskar.

## Taxonomie
Onderfamilie Scaphiophryninae
- Geslacht Scaphiophryne
- Geslacht Paradoxophyla

Adelastinae · 
Asterophryinae · 
Chaperininae · 
Cophylinae · 
Dyscophinae · 
Gastrophryninae · 
Hoplophryninae · 
Kalophryninae · 
Melanobatrachinae · 
Microhylinae · 
Otophryninae · 
Phrynomerinae · 
Scaphiophryninae